# 日産・FJエンジン
日産・FJエンジンは、日産自動車が開発し、グループ会社となる日産工機が神奈川県高座郡寒川町の本社工場で1981年 - 1986年に製造した水冷4ストローク直列4気筒4バルブDOHCガソリンエンジンの型式名称である。

## 概要
1981年10月に追加発売された、DR30型スカイライン2000RS用エンジンとして製造開始。1982年にはS110型シルビアと姉妹車のガゼールに追加設定されたRSグレードにも搭載。1983年にはWRC参戦のベース車、240RSに搭載するFJ24を限定生産したほか、S12型にフルモデルチェンジされたシルビア・ガゼールにも継続して搭載。ただし、1985年にスカイラインがR31型へフルモデルチェンジされた際にRSグレードは廃止。1986年にはS12型シルビアがマイナーチェンジされた際に、ガゼールを吸収ならびにRSグレードは排気量1.8LクラスのCA18DET型エンジン搭載に変更となったことから、製造が終了した。

### 開発の経緯
1980年代初頭、2.0 L直列6気筒の主力エンジンであったL20型が旧態化しつつあり、次世代のRB型登場までのつなぎが求められていた。また競合他社から、1気筒あたり4バルブのDOHC高速・高出力型エンジンの登場が予想されていたため、それに対抗できるエンジンの開発も要求されていた。さらに、セドリックタクシー用のH20型4気筒OHVエンジンを廃止してZ型SOHCエンジンに置き換える計画もあったことから、H20型を製造する日産工機の生産設備も活用したスポーツエンジンとして約5年間製造されたのが本エンジンである。
本エンジン搭載車はRSのグレード名が付与された。

### 構造
直列4気筒・内径89.0mm×行程80.0mm・排気量1,990cc・鋳鉄製シリンダーブロック・5クランクベアリング・シリンダー中心間距離100.0－106.0－100.0mm はベースとなったH20型と同一。
カムシャフト駆動は2ステージローラーチェーンを採用し、シリンダーブロック内の旧カムシャフト位置にジャックシャフトを持つ。シリンダーヘッドはアルミ合金製鋳物で、IN/2・EX/2の4バルブ中心にペントルーフ型燃焼室を持つ。バルブ開閉はバケット式直動タイプで、吸気ポートはS20型エンジンに類似した形状となった。バルブ挟み角が大きく、それに伴いヘッドの幅が広い。そのために、基本設計時点では搭載の予定がなかったものの急遽搭載が決まったS12型シルビア/ガゼールに搭載するにはエンジンルームの高さが足らず、急遽ボンネット中央部を切り取り、エアーインテーク風のバルジでボンネットを嵩上げすることとなった。
- 国産DOHCエンジンとしては1960年代 - 1970年代前半の旧世代と1980年代以降の次世代に狭まれた間に設計されたために両世代の特徴を備える。

制御系は日産製マネジメントシステムの第2世代に当たるECCSを採用。以前のEGIと比べドライバビリティの向上に貢献した。FJエンジンは後にPLASMA（プラズマ）の愛称も与えられ、トヨタのLASREシリーズに対抗することともなった。

## 主要諸元
| 型式                  | FJ20E      | FJ20ET     | FJ20ET インタークーラー付 | FJ24       |
| --------------------- | ---------- | ---------- | ------------------------- | ---------- |
| 総排気量 (cc)         | 1,990      | 1,990      | 1,990                     | 2,340      |
| 内径×行程 (mm)        | 89×80      | 89×80      | 89×80                     | 92×88      |
| 圧縮比                | 9.1        | 8.0        | 8.5                       | 11.0       |
| 最高出力 (ps/rpm)     | 150/6,000  | 190/6,400  | 205/6,400                 | 240/7,200  |
| 最大トルク (kg-m/rpm) | 18.5/4,800 | 23.0/4,800 | 25.0/4,400                | 24.0/6,000 |

数値はグロス値である。
スカイラインとシルビア&ガゼールでは一部スペックが異なる。
FJ24型には275PS仕様が存在する（詳細は後述）。

## バリエーション
型式的には以下の3種類が製造された。

### FJ20E
「E」はインジェクション付であることを示す。
DR30型スカイラインならびにUS110型・US12型前期モデルのシルビア&ガゼールに搭載。

### FJ20ET
「T」はターボ付を示す。
DR30型スカイライン・US12型シルビア&ガゼール前期モデルに搭載。ただしインタークーラー付はDR30型後期モデルのみ。
- US12型用はエンジンルームの関係上サージタンクそのものが小型化され、インテークマニホールドもDR30型用に比べ短くなっており、ボディ形状に合わせた為かカムカバーもスカイライン用と異なり、オイルフィラーキャップ部分がフラット化されている。搭載車両に合わせるための変更であったが、これらによりエンジンの体感的な出力特性はかなり過激なものとなった。同時に旧プリンス自動車工業系エンジンと日産系シャシーの相性の悪さを露呈も示すもので、S20型エンジン時代のフェアレディZ432にも同様な事態があった。これは合併後も残っていた旧プリンスと日産との技術者同士の確執や遺恨が続いた理由のひとつとも言われている[注釈 4]。

### FJ24
1983年 - 1986年に製造された当時の世界ラリー選手権（WRC）グループB競技車でS110型シルビアをベースとした240RSの搭載エンジン。ミクニ製ソレックス44Φキャブレターを2基装着した排気量2,340ccの本エンジンがレギュレーションに合わせて200数台分が生産された。
- FJ20E型のボアアップ版という説があるがこれは誤りで、実際は構造が異なり共通部品の少ない全く別設計の競技用エンジンである。
- 標準車及びカスタマースペック車用FJ24型が240PS。
- ワークスカー搭載のエボリューションモデル用FJ24改型は、ドライサンプ化・カムシャフトの形状変更・圧縮比の向上などの変更が加えられ最高出力は275psもしくは一説には280psにまで、トルクも26.5kg‐m╱6400rpmにまで引き上げられた[2]。1985年のサファリラリーモデルでは、ボアアップにより排気量が2,391ccとなった[2]。

## その他
一般の量産エンジン製造ラインと異なり、熟練工がひとつひとつ手作業で組み上げており、各パーツはその製造公差により数種類のグループに分類されていた。
本エンジン以降の日産自動車製エンジンでは弁機構がDOHCの場合エンジン型式にDの表記が付帯されるが、当時は日産社内で車両型式の見直しを行っている時期であり、エンジン型式の表記についても、同様にこれ以降見直された。
過去にFJ20E型をボアアップして2,400cc化するチューニングパーツがOS技研から販売されていたが、1990年代で製造販売が終了したため入手は困難とされた。しかし2020年に限定3セットで復刻版を販売。その後通常販売を開始したことから2022年現在では復刻版が約87万円で入手可能である。
また1997年頃まで、ニッサン・モータースポーツ・インターナショナルよりFJ24型オーバーホール用部品が供給・販売されていた。
2009年時点では、FJ20E型＆ET型ともに制御系の電子部品の老朽化や配線のカプラーなどの樹脂部品は経年による寿命を迎えており、さらに機械部分の損耗も重なるため、オリジナルのまま日常的に使用するには金銭的にも時間的にも多大な努力が必要とされる。そのため一部の専門ショップより販売されているコンバージョンキットを用いた HP10型プリメーラ・RNN14型パルサー 用ECUのほか、アメリカ・オーストラリア・日本国内で市販されているフルコンへの換装も選択肢となる。ただし上述の異常がなければ機械的な信頼性は現在市販されているエンジンに劣るものではない。
- さらに最新パーツでチューニングすることにより700PSを超えるパワーを得ることも可能である。これはSRエンジンよりもボアアップやブーストアップに耐える頑丈なブロックを使っているためで、雑誌optionでの最高速トライアル企画「小野ビット隊が行く！」3位の記録は750psまでパワーアップされたスカイラインRSである。

DR30型スカイラインに搭載されていた時代、短期間で立て続けにパワーアップさせたことに対して、伊藤修令と渡邉衡三は後年『販売会社やユーザーからの評判は最悪だった。主管時代、スカイラインではR30の反省もあって短期間でのエンジンのパワーアップはしなかった』と明かしている。